# ابروزردک سیرا
ابروزردک سیرا (نام علمی: Elaenia pallatangae) نام یک گونه از سرده ابروزردک است.